# 광주 칠석동 은행나무
칠석동 은행나무(漆石洞 銀杏나무)는 광주광역시 남구 칠석동에 있는 은행나무이다. 1979년 8월 3일 광주광역시의 기념물 제10호로 지정되었다.

## 개요
칠석동 은행나무는 약 25m의 높이에 전체 둘레가 13m이고 수령(樹齡)은 약 650년으로 추정된다. 칠석동 옻돌마을 앞에 있으며, 나무에 돌을 쌓아 논과 경계를 이루고 있다.
이 나무는 할머니당산으로 마을 앞 들판에 있는데 뒷산의 할아버지당산소나무과 함께 매년 정월대보름 전날 당산제를 지내는 곳으로 제가 끝나면 상ㆍ하촌(上ㆍ下村)으로 나누어 고싸움놀이를 한다.
죽령산 아래의 평야지대에 있는 칠석동은 풍수지리상 소가 누워 있는 모습이라 하는데, 이 소의 고삐를 매어두기 위하여 은행나무를 심었다는 전설이 있다.

## 같이 보기
- 광주 부용정 - 광주광역시 문화재자료 제13호

## 참고 자료
- 칠석동은행나무 - 국가유산청 국가유산포털